# Eriopygodes discalis
Eriopygodes discalis är en fjärilsart som beskrevs av Brandt 1938. Eriopygodes discalis ingår i släktet Eriopygodes och familjen nattflyn. Inga underarter finns listade i Catalogue of Life.